# Phorocerosoma postulans
Phorocerosoma postulans är en tvåvingeart som först beskrevs av Walker 1861.  Phorocerosoma postulans ingår i släktet Phorocerosoma och familjen parasitflugor. Inga underarter finns listade i Catalogue of Life.